# Campionato greco maschile di pallanuoto
Il campionato greco maschile di pallanuoto è l'insieme dei tornei pallanuotistici maschili nazionali per club organizzati dalla Kolymbitiki Omospondia Ellados (gr: Κολυμβητική Ομοσπονδία Ελλάδος), la federazione greca degli sport acquatici.                                                                                                                                                     
Il primo campionato non ufficiale risale al 1923, mentre il primo torneo sotto l'egida della KOE è stato disputato nel 1928. La massima divisione del torneo è la A1 Ethniki.
La formazione greca più titolata è l'Olympiakos, laureatasi campione nazionale per trentanove volte.                                 

## Struttura dei campionati

### A1 Ethniki
L'A1 Ethniki è la massima divisione del campionato greco, Campionato panellenico fino al 1967 e A Ethniki fino al 1987. Vi partecipano 12 club che sia affrontano in un girone all'italiana seguito dai play-off.

#### Organico 2024-2025
- AEK Atene
- Apollōn Smyrnis
- Chios
- Ethnikos
- Glyfádas
- NO Larissa
- Olympiakos
- Panathinaikos
- Paniōnios
- PAOK
- NE Patraso
- NO Patrasso
- GS Peristeri
- Vouliagmeni
- Ydraikos
- Paleo Faliro

### A2 Ethniki
L'A2 Ethniki è la seconda divisione nazionale del campionato greco. Vi prendono parte 12 formazioni che disputano due fasi a gironi; le prime due classificate vengono promosse in A1, le ultime due retrocedono.

## Albo d'oro
Campionati non ufficiali
- 1923:  Peiraikos Syndesmos
- 1926:  Ethnikos
- 1927:  Olympiakos

Campionati KOE
- 1928:  Aris Salonicco
- 1929:  Aris Salonicco
- 1930:  Aris Salonicco
- 1931:  Ethnikos
- 1932:  Aris Salonicco
- 1933:  Olympiakos
- 1934:  Olympiakos
- 1935:  NO Patrasso
- 1936:  Olympiakos
- 1937:  NO Patrasso
- 1938:  NO Patrasso
- 1939:  NO Patrasso
- 1940:  NO Patrasso
- 1945:  NO Patrasso
- 1946:  NO Patrasso
- 1947:  Olympiakos
- 1948:  Ethnikos
- 1949:  Olympiakos
- 1950:  NO Patrasso
- 1951:  Olympiakos
- 1952:  Olympiakos

- 1953:  Ethnikos
- 1954:  Ethnikos
- 1955:  Ethnikos
- 1956:  Ethnikos
- 1957:  Ethnikos
- 1958:  Ethnikos
- 1959:  Ethnikos
- 1960:  Ethnikos
- 1961:  Ethnikos
- 1962:  Ethnikos
- 1963:  Ethnikos
- 1964:  Ethnikos
- 1965:  Ethnikos
- 1966:  Ethnikos
- 1967:  Ethnikos
- 1968:  Ethnikos
- 1969:  Olympiakos /  Ethnikos[2]
- 1970:  Ethnikos
- 1971:  Olympiakos
- 1972:  Ethnikos
- 1973:  Ethnikos
- 1974:  Ethnikos
- 1975:  Ethnikos
- 1976:  Ethnikos
- 1977:  Ethnikos
- 1978:  Ethnikos
- 1979:  Ethnikos

- 1980:  Ethnikos
- 1981:  Ethnikos
- 1982:  Ethnikos
- 1983:  Ethnikos
- 1984:  Ethnikos
- 1985:  Ethnikos
- 1986:  Glyfádas
- 1987:  Glyfádas
- 1988:  Ethnikos
- 1989:  Glyfádas
- 1990:  Glyfádas
- 1991:  Vouliagmeni
- 1992:  Olympiakos
- 1993:  Olympiakos
- 1994:  Ethnikos
- 1995:  Olympiakos
- 1996:  Olympiakos
- 1997:  Vouliagmeni
- 1998:  Vouliagmeni
- 1999:  Olympiakos
- 2000:  Olympiakos
- 2001:  Olympiakos
- 2002:  Olympiakos
- 2003:  Olympiakos
- 2004:  Olympiakos
- 2005:  Olympiakos
- 2006:  Ethnikos

- 2007:  Olympiakos
- 2008:  Olympiakos
- 2009:  Olympiakos
- 2010:  Olympiakos
- 2011:  Olympiakos
- 2012:  Vouliagmeni
- 2013:  Olympiakos
- 2014:  Olympiakos
- 2015:  Olympiakos
- 2016:  Olympiakos
- 2017:  Olympiakos
- 2018:  Olympiakos
- 2019:  Olympiakos
- 2020:  Olympiakos
- 2021:  Olympiakos
- 2022:  Olympiakos
- 2023:  Olympiakos
- 2024:  Olympiakos
- 2025:  Olympiakos

## Vittorie per squadra
| Pos. | Squadra             | Vittorie | Anni |
| ---- | ------------------- | -------- | --- |
| 1    | Olympiakos          | 39       | 1927, 1933, 1934, 1936, 1947, 1949, 1951, 1952, 1969*, 1971, 1992, 1993, 1995, 1996, 1999, 2000, 2001, 2002, 2003, 2004, 2005, 2007, 2008, 2009, 2010, 2011, 2013, 2014, 2015, 2016, 2017, 2018, 2019, 2020, 2021, 2022, 2023, 2024, 2025 |
| 2    | Ethnikos            | 38       | 1926, 1931, 1948, 1953, 1954, 1955, 1956, 1957, 1958, 1959, 1960, 1961, 1962, 1963, 1964, 1965, 1966, 1967, 1968, 1969*, 1970, 1972, 1973, 1974, 1975, 1976, 1977, 1978, 1979, 1980, 1981, 1982, 1983, 1984, 1985, 1988, 1994, 2006       |
| 3    | NO Patrasso         | 8        | 1935, 1937, 1938, 1939, 1940, 1945, 1946, 1950 |
| 4    | Aris Salonicco      | 4        | 1928, 1929, 1930, 1932 |
| 4    | Glyfádas            | 4        | 1986, 1987, 1989, 1990 |
| 4    | Vouliagmeni         | 4        | 1991,1997, 1998, 2012 |
| 7    | Peiraikos Syndesmos | 1        | 1923 |

## Apparizioni in A 'Ethniki (1967―2025)
| Apparizioni | Club                    |
| ----------- | ----------------------- |
| 59          | Olympiakos S.F. Pireo   |
| 57          | Ethnikos OFPF Pireo     |
| 50          | NO Chio                 |
| 47          | Panathinaikos           |
| 46          | NO Patrasso             |
| 45          | NO Vouliagmeni          |
| 45          | A.N.O. Glyfada          |
| 37          | AO Palaio Faliro        |
| 30          | P.A.O.K. Salonicco      |
| 29          | NO La Canea             |
| 25          | Paniōnios G.S.S Atene   |
| 16          | Īraklīs Salonicco       |
| 16          | NAO Kerkyra (Corfù)     |
| 14          | NO Volo                 |
| 13          | NO Kalamaki             |
| 11          | NO Ydraikos             |
| 10          | Aris Salonicco          |
| 8           | OF Thalassis Salonicco  |
| 8           | Apollōn Smyrnis Atene   |
| 7           | NO Calcide              |
| 7           | Īlysiakos A.O. Atene    |
| 6           | Poseidon Īlysia (Atene) |
| 6           | N.E. Patrasso           |
| 6           | GS Peristeri            |
| 5           | ENO Egyptiōtōn Atene    |
| 5           | AEK Atene               |
| 3           | NO Argostoli            |
| 3           | AO Nireas Chalandri     |
| 3           | NO Mitilene             |
| 3           | GNO Aris Nikaia         |
| 3           | NO Larissa              |
| 2           | GS Nireas Lamia         |
| 2           | GS Īlioupolī            |
| 2           | OYK Volo                |
| 1           | OFI Īrakleio            |
| 1           | Phoenix Pireo           |